# Diplometopon zarudnyi
Diplometopon zarudnyi — вид амфісбенових плазунів родини Trogonophidae. Мешкає на Близькому Сході. Вид названо на честь українського зоолога Миколи Зарудного. Це єдиний представник монотипового роду Diplometopon.

## Поширення і екологія
Diplometopon zarudnyi мешкають на заході Ірану і півдні Іраку, в Кувейта, а також на Аравійському півострові, зокрема у північній і центральній частинах Саудівської Аравії, Омані і ОАЕ. Вони живуть в оазах і чагарниках, на полях і на фінікових плантаціях, на висоті до 1000 м над рівнем моря. Ведуть риючий спосіб життя. Живляться комахами, зокрема жуками з роду Dermestes та їх личинками, а також іншими дрібними безхребетними. Відкладають яйця.